# Dichagyris forficula
Dichagyris forficula är en fjärilsart som beskrevs av Eduard Friedrich Eversmann 1851. Dichagyris forficula ingår i släktet Dichagyris och familjen nattflyn. Inga underarter finns listade i Catalogue of Life.